# آلوییس الیاس
آلوییس الیاس ((به چکی: Alois Eliáš)؛ ۲۹ سپتامبر ۱۸۹۰ – ۱۹ ژوئن ۱۹۴۲) سیاستمدار اهل چکسلواکی بود.

## فعالیت‌ها
او به عنوان نخست‌وزیر دولت دست‌نشانده در مناطق اشغالی بوهم و موراویا از ۲۷ آوریل ۱۹۳۹ تا ۲۷ سپتامبر ۱۹۴۱ خدمت کرد، اما با دولت در تبعید ارتباط برقرار کرد. او تنها رئیس دولت بود که به خاطر مشارکت او در مقاومت ضد نازی‌ها در طول جنگ توسط نازی‌ها اعدام شد.